# Дурково (Псковский район)
Дурково — деревня в Завеличенской волости Псковского района Псковской области России.
Расположена на реке Каменка, в 3 км от западной границы города Пскова.

## Население
| 2001 | 2002 | 2010 | 2014 |
| ---- | ---- | ---- | ---- |
| 14   | ↗16  | ↗21  | ↗29  |

Численность населения деревни составляла по оценке на конец 2000 года 14 жителей, по переписи 2010 года — 18 жителей.